# Petrel Peak
Der Petrel Peak ist ein 632 m hoher Berg im Norden von Südgeorgien. Er ragt 1,5 km nordwestlich von Grytviken an der Nordflanke des inzwischen verschwundenen Hodges-Gletschers auf.
Der South Georgia Survey kartierte ihn bei seiner von 1951 bis 1957 dauernden Vermessungskampagne. Benannt ist er auf Vorschlag eines Wissenschaftlers des Falkland Islands Dependencies Survey im Zuge glaziologischer Studien, die 1958 im Rahmen des Internationalen Geophysikalischen Jahres (1957–1958) durchgeführt wurden. Namensgeber sind das Walfangschiff Petrel der Gesellschaft Compañía Argentina de Pesca in Grytviken sowie der Schneesturmvogel (englisch Snow petrel, lateinisch Pagodroma nivea), der in höher gelegenen Felsen des Bergs brütet.